# ستيبوناس بابروسكاس
ستيبوناس بابروسكاس (بالليتوانية: Steponas Babrauskas)‏ مواليد 20 يونيو 1984 في الجمهورية الليتوانية السوفيتية الاشتراكية، هو لاعب كرة سلة ليتواني. بدأ مسيرته الاحترافية في سنة 2002. يلعب في الدوري الليتواني لكرة السلة. يحمل الرقم 10. يبلغ طوله 6 قدم 5.75 بوصة (2.0 م). حقق المركز الأول في الألعاب الجامعية الصيفية 2007.

## المسيرة الاحترافية
لعب مع نادي ساكالي لكرة السلة في موسم 2002–2003، ثم لعب مع ليتوفوس رايتس في موسم 2003–2004، ثم لعب مع نادي ساكالي لكرة السلة في موسم 2004–2005، ثم لعب مع إيه إس كي ريغا في موسم 2006–2007، ثم لعب مع بالاكانسترو فاريزي في الدوري الإيطالي في سنة 2007، ثم لعب مع سكافاتي باسكت في موسم 2007–2008.

## الميداليات
| الميدالية | المسابقة                      |
| --------- | ----------------------------- |
| ذهبية     | الألعاب الجامعية الصيفية 2007 |

## إحصائيات المسيرة

### الدوري الأوروبي
| السنة   | الفريق        | لعب | بدأ | دقيقة | ميداني% | ثلاثية | حرة  | ارتداد | صنع | استلاب | تصدي | نقطة | أداء |
| ------- | ------------- | --- | --- | ----- | ------- | ------ | ---- | ------ | --- | ------ | ---- | ---- | ---- |
| 2009–10 | ليتوفوس رايتس | 10  | 0   | 20.1  | .368    | .405   | .625 | 2.6    | .3  | .2     | .1   | 7.0  | 2.6  |
| 2010–11 | ليتوفوس رايتس | 14  | 1   | 11.3  | .250    | .471   | .500 | .9     | .2  | .4     | .0   | 2.4  | .8   |
| 2012–13 | ليتوفوس رايتس | 10  | 1   | 23.0  | .280    | .357   | .722 | 3.2    | .5  | .6     | .1   | 5.7  | 3.8  |
| 2013–14 | ليتوفوس رايتس | 10  | 6   | 17.0  | .545    | .261   | .800 | 1.9    | .7  | 1.2    | .0   | 4.2  | 3.1  |

## روابط خارجية
- ستيبوناس بابروسكاس على موقع الاتحاد الدولي لكرة السلة (الإنجليزية)
- ستيبوناس بابروسكاس على موقع كرة السلة الأوروبية.كوم (الإنجليزية)
- ستيبوناس بابروسكاس على موقع ريلجم (الإنجليزية)
- ستيبوناس بابروسكاس على موقع بروبوليرز (الإنجليزية)
- ستيبوناس بابروسكاس على موقع سبورتس رفرنس (الإنجليزية)